# Поплітник плямистий
Поплі́тник плямистий (Pheugopedius maculipectus) — вид горобцеподібних птахів родини воловоочкових (Troglodytidae). Мешкає в Мексиці і Центральній Америці.

## Опис
Довжина птаха становить 12,5-14 см, самці важать 14,3-16,8 г, самиці 12,4-16,2 г. У представників номінативного підвиду верхня частина голови і верхня частина тіла рудувато-коричневі, надхвістя каштанове. Над очима білі "брови", обличчя і шия з боків поцятковані чорними і білими плямками. Хвість тьмяно-коричневий, поцяткований вузькими темними смужками. нижня частина тіла білувата, горло, груди і центральна частина живота сильно поцятковані чорними плямками. Нижня частина живота і боки рудувато=охристі, плями на них відсутні. Очі червонувато-карі, дзьоб чорнуватий, лапи сизі. У молодих птахів обличчя і нижня частина тіла менш плямисті.

## Підвиди
Виділяють п'ять підвидів:
- P. m. microstictus Griscom, 1930[5] — північно-східна Мексика (схід Нуево-Леона, Сан-Луїс-Потосі і Тамауліпас);
- P. m. maculipectus (Lafresnaye, 1845) — східна Мексика (узбережжя Мексиканської затоки від Веракруса до Оахаки);
- P. m. canobrunneus (Ridgway, 1887)[6] — від півострова Юкатан до північної Гватемали (Петен) і північного Беліза;
- P. m. umbrinus (Ridgway, 1887) — від південної Мексики (Табаско, Чіапас) до південного Белізу і Сальвадору;
- P. m. petersi Griscom, 1930 — від північного Гондураса до північної Коста-Рики.

## Поширення і екологія
Плямисті поплітники мешкають в Мексиці, Гватемалі, Белізі, Сальвадорі, Гондурасі, Нікарагуа і Коста-Риці. Вони живуть у вологих і сухих рівнинних тропічних лісах, а також на плантаціях какао і цитрусових. Зустрічаються парами або невеликими зграйками, на висоті до 1300 м над рівнем моря. Живляться комахами та іншими дрібними безхребетними. Початок сезону розхмноження різниться в залежності від широти. Гніздо має куполоподібну форму з бічним входом, в кладці 3-4 яйця.